# Triclisia patens
Triclisia patens là một loài thực vật có hoa trong họ Biển bức cát. Loài này được Oliv. miêu tả khoa học đầu tiên năm 1868.